# سيريل جي. فوكس
سيريل جي. فوكس هو قاضي وسياسي كندي، ولد في 1889، وتوفي في 16 نوفمبر 1946.